# N.W.A
N.W.A ([en dabljú ej], zkratka pro Niggaz Wit Attitudes) byla americká hip-hopová skupina z Comptonu. Stála u zrodu subžánrů gangsta rap a West Coast rap, a je považována za jednu z nejvýznačnějších hip-hopových skupin historie. Skupina byla aktivní mezi roky 1986 a 1991. V tomto období byla považována za kontroverzní, zejména kvůli explicitnímu obsahu v textech písní. Texty písní prosluly neuctivostí k ženám a glorifikací gangové kultury a násílí. Ačkoliv jejich písně byly celou řadou amerických mainstreamových rádiových stanic bojkotovány, skupina prodala jen v USA přes 10 milionů kusů alb a singlů. Skupina také proslula svou nenávistí k policii.
Původní sestavu skupiny tvořili Arabian Prince, Dr. Dre, Eazy-E a Ice Cube. Později se přidali DJ Yella a MC Ren, a Arabian Prince ze skupiny odešel. Ice Cube skupinu opustil v prosinci 1989, kvůli sporům o práva a peníze. Debutové album skupiny s názvem Straight Outta Compton (1988) spustilo období obliby subžánru gangsta rap. Časopis Rolling Stone vyhlásil skupinu za 83. nejlepší hudebníky všech dob. V roce 2016 byla skupina uvedena do Rockenrollové síně slávy. Stalo se tak na třetí pokus (skupina byla nominována již v letech 2012 a 2013).

## Historie

### Založení skupiny (1986–88)

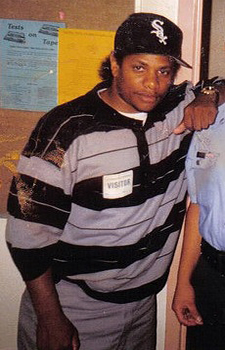
Eazy-E v roce 1993.

Skupinu založil Eazy-E, který také s manažerem Jerrym Hellerem spoluzaložil nahrávací společnost Ruthless Records. Eazy-E se od lokálního prodejce rapové hudby doslechl o DJovi jménem Dr. Dre. Prodejce se jmenoval Steve Yano a byl to on, kdo zařídil setkání. Dr. Dre souhlasil se založením skupiny a později přivedl také DJ Yellu, který s Drem dříve působil ve skupině World Class Wreckin' Cru. Následně se připojili i producent Arabian Prince a rapper Ice Cube, který tehdy působil ve skupině C.I.A. (Cru' in Action!). V srpnu 1987 byl u Ruthless Records vydán první singl nové skupiny s názvem "Panic Zone". Distribuci zajistila společnost Macola Records. V listopadu 1987 skupina vydala u Macola Records kompilační desku s názvem N.W.A. and the Posse. Z jedenácti písní byla skupina N.W.A podepsána pod třemi (písně "8 Ball", "Panic Zone" a "Dope Man"). Další tři nahrál sám Eazy-E a zbytek připadl přibrané skupině jménem The Fila Fresh Crew. Jednou z písní Eazyho byl i jeho debutový solo singl "Boyz-n-the-Hood".

### Straight Outta Compton, Eazy-Duz-It (1988–89)
V roce 1988 skupina získala smlouvu u tehdy začínajícího labelu Priority Records, u kterého v srpnu 1988 vydali své debutové album Straight Outta Compton. Album bylo již od června propagováno stejnojmenným singlem. Album reflektovalo naštvanost mladé generace v městských částech, jako byl Compton. Písně nesly silná poselství, například "Fuck tha Police" se zaměřovala na protest proti policejní brutalitě a rasovému profilování, píseň "Gangsta Gangsta" vykreslovala pohled na svět mladých žijících ve vyloučených lokalitách. Ačkoliv album spadalo do subžánru gangsta rap, skupina svou tvorbu raději nazývala reality rap. Dr. Dre a DJ Yella, pod společným jménem HighPowered Productions produkovali celé album. Dr. Dre také občas přidal i rap. Většinu textů napsali Ice Cube a MC Ren, který se ke skupině přidal jako poslední v roce 1988. Píseň "Fuck tha Police" skupině způsobila řadu problémů s policejními orgány, které započaly stížnosti od konzervativní organizace Focus on the Family. Na jejich výzvu napsal pomocný ředitel FBI Milt Ahlerich v roce 1989 varovný dopis společnostem Ruthless Records a Priority Records, ve kterém upozornil, že obhajoba násilí je špatná věc. Nicméně dopis způsobil jen více publicity a proslavení skupiny.
Album bylo také jedním z prvních, které obdrželo nově zřízenou nálepku Parental Advisory, která varuje před explicitním obsahem. Nicméně styl skupiny N.W.A byl založen právě na tabuizovaných tématech. Mediální pokrytí vynahradilo bojkot radiových stanic a alba se jen v USA prodalo přes dva miliony kusů a tím se stalo 2× platinovým. Měsíc po vydání alba Straight Outta Compton, vydal v září 1988 rapper Eazy-E svůj solo debut s názvem Eazy-Duz-It. Hudbu k albu složili Dr. Dre a DJ Yella. Jediným hostem byl MC Ren, který také napsal většinu textů. Jednalo se tak opět spíše o projekt celé skupiny. Album se stalo také 2× platinovým. V roce 1989 byla alba N.W.A and the Posse a Straight Outta Compton znovu vydána, tentokrát na CD. Další album, na kterém se skupina významně podílela bylo No One Can Do It Better (1989) od rappera The D.O.C., který se skupinou často spolupracoval.

### „100 Miles And Runnin'“ a Niggaz4Life (1989–91)

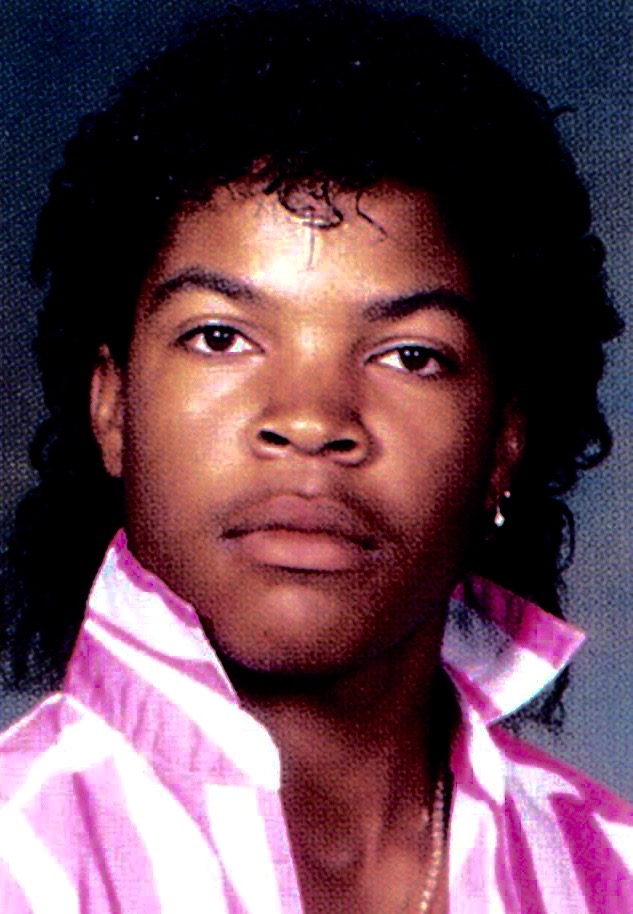
Ice Cube v roce 1987.

Kvůli sporům o finance a autorská práva ze skupiny v prosinci 1989 odešel Ice Cube, který se domníval, že nebyl dostatečně vyplacen za napsání poloviny textů z alba Straight Outta Compton. Ice Cube již v květnu 1990 vydal u Priority Records své debutové solo album AmeriKKKa's Most Wanted, které se stalo platinovým. V srpnu 1990 vydala skupina N.W.A EP s názvem 100 Miles and Runnin'. Na stejnojmenném singlu dissovala Ice Cubea. Dalším jejich dissem byla píseň "Real Niggaz", na které ho vylíčili jako zrádce. Hudba na EP 100 Miles and Runnin'  byla poslední, kterou Dr. Dre složil v rychlém tempu (uptempo), což bylo populární v hip hopu v 80. letech 20. století. Poté se přesunul k pomalejšímu subžánru G-Funk. Ice Cube odpověděl na dissy od N.W.A na svém EP Kill at Will (1990), zejména v písních "Jackin' For Beats" a "I Gotta Say What Up!!!".
V květnu 1991 vydala skupina své druhé a poslední album s názvem Niggaz4Life, album se stalo platinovým, ale prodalo se ho přes dva miliony kusů. Ice Cubea na něm v rapu nahradil Dr. Dre. Skupina i nadále pokračovala v útocích na Ice Cubea a on jim odpověděl na svém albu Death Certificate (říjen 1991), převážně v písní "No Vaseline". V písni Ice Cube napadl i manažera Jerryho Hellera, kterého označil za bílého Žida, kvůli čemuž byl Cube obviňován z antisemitismu. Píseň "No Vaseline" byla kvůli tomu vyřazena z CD pro trh ve Spojeném království, na dalších trzích byla cenzurována. V lednu 1991 Dr. Dre napadl Dee Barnesovou, moderátorku pořadu Pump It Up, která s ním točila reportáž o sporu s Ice Cubem.

### Konec N.W.A (1991–95)
V roce 1991 Dr. Dre, The D.O.C. a zpěvačka Michel'le opustili Ruthless Records a upsali se labelu Death Row Records, který založili Dr. Dre a Suge Knight. Dr. Dreho a Eazyho rozdělili další spory ohledně kontraktů a financí. V dubnu 1992 Dr. Dre vydal svůj první singl "Deep Cover", na kterém hostuje tehdejší nováček Snoop Doggy Dogg, se kterým poté Dre často spolupracoval. V červnu 1992 vydal první singl k svému debutovému sólovému albu. Píseň se jmenuje "Nuthin' but a 'G' Thang" (ft. Snoop Dogg). V prosinci 1992 vydal u labelů Death Row, Interscope a Priority album The Chronic, které definovalo subžánr G-funk. Alba se v USA prodalo přes pět milionů kusů. V písni "Fuck Wit Dre Day (And Everybody's Celebratin')" Dre dissoval Eazyho-E, když ho přejmenoval na "Sleazy-E". Dalším dissem byla píseň "Bitches Ain't Shit". Eazy-E odpověděl v roce 1993 s EP It's On (Dr. Dre) 187um Killa, zejména písněmi "Real Muthaphuckkin G's" a "It's On". Eazy-E urážel Dr. Dreho, když ho označoval za homosexuála a vysmíval se novému stylu Dreho, který doplňoval Snoop Dogg. Oba označoval za "studiové gangstry". Eazy-E dissoval Dr. Dreho i Ice Cubea i v následujících letech, než v březnu 1995 zemřel na následky syndromu AIDS. Dr. Dre a Ice Cube později přehodnotili svůj pohled na zesnulého Eazyho a v několika písních se s ním dodatečně usmiřovali.

### Pokusy o znovuspojení a odkaz (1995–dodnes)

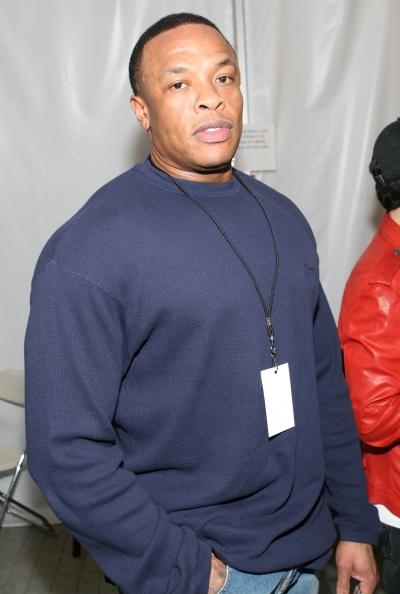
Dr. Dre v roce 2008.

Poté, co i Dr. Dre odešel z Ruthless Records, se začal urovnávat spor mezi ním a Ice Cubem. Ice Cube se již v roce 1993 objevil ve videu Dreho singlu "Let Me Ride". V roce 1994 společně nahráli píseň "Natural Born Killaz" pro soundtrack filmu Murder Was the Case. V roce 1998 Ice Cube hostoval na albu MC Rena s názvem Ruthless for Life. MC Ren v roce 1999 hostoval na Dreho druhém albu 2001. Dr. Dre a MC Ren v roce 2000 hostovali na Ice Cubeově písni "Hello" z alba War and Peace, Vol. 2 (The Peace Disc). V roce 2000 spolu většina skupiny vystupovala na all-star turné Up in Smoke Tour. Právě na tomto turné začali Dr. Dre, Ice Cube a MC Ren plánovat comeback album s pracovním názvem Not These Niggaz Again.
Avšak kvůli sólovým kariérám, problémům s vytížením a upsáním u různých labelů (Priority, No Limit a Interscope), také kvůli nevyjasnění vlastníků práv na název N.W.A a nejasnostem okolo dalších práv, k nahrání alba nedošlo. Z nahrávání byly zveřejněny jen dvě písně "Chin Check" (ft. Snoop Dogg) a "Hello". Obě byly vydány v roce 2000 na jiných albech. Obě byly také vydány na zremasterovaném re-releaseu kompilačního výběrového alba Greatest Hits v roce 2003.
V průběhu let hudební společnosti vydaly několik výběrových alb: Greatest Hits (1996, remaster 2003), The N.W.A Legacy, Vol. 1: 1988–1998 (1999), The N.W.A Legacy, Vol. 2 (2002), The Best of N.W.A: The Strength of Street Knowledge (2006) a Family Tree (2008).

## Životopisný film

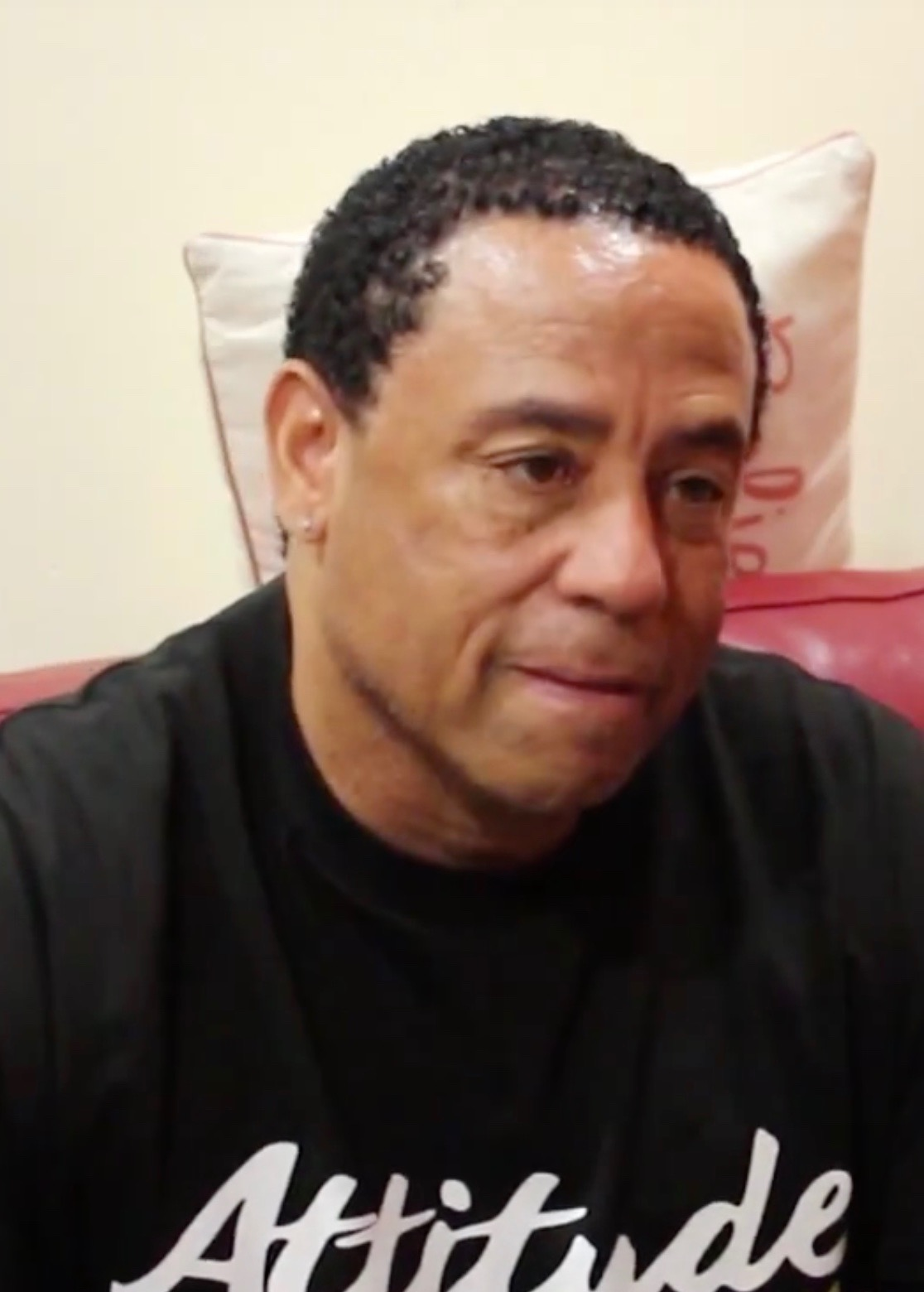
DJ Yella v roce 2015

Studio New Line Cinema plánovalo film již pro rok 2012 a později pro rok 2014. Scénář napsali Jonathan Herman a Andrea Berloff. Ice Cube a Dr. Dre byli producenty filmu. V roce 2011 byl najat režisér John Singleton, který s Ice Cubem spolupracoval již na filmu Chlapci ze sousedství (Boyz n the Hood) (1991). Casting započal v roce 2010, kdy kolovaly zprávy, že Ice Cubea a Eazyho-E budou hrát jejich synové O'Shea Jackson Jr. a Eric Wright Jr.
V srpnu 2012 byl Singleton na pozici režiséra nahrazen F. Gary Grayem. Snímek získal název Straight Outta Compton a byl zaštíten společností Universal Pictures. V roce 2014 začalo nové kolo castingu. Natáčení začalo v roce 2014 s premiérou v srpnu 2015. V hlavních rolích se objevili O'Shea Jackson, Jr. (role: Ice Cube), Corey Hawkins (Dr. Dre), Jason Mitchell (Eazy-E), Aldis Hodge (MC Ren), Neil Brown, Jr. (DJ Yella), Marlon Yates Jr. (The D.O.C.) a Paul Giamatti (Jerry Heller).
Film zaznamenal velký úspěch. Rozpočet filmu byl 28 milionů dolarů. Již za první otevírací víkend snímek v USA vydělal 60 milionů dolarů a po tři týdny se držel na první příčce nejvýdělečnějších filmů v kinech. Za první tři týdny film vydělal 140 milionů dolarů, a to převážně pouze v USA. Úspěch v USA vedl k uvedení filmu i v dalších zemích. V Česku byl film uvden do kin až 17. září 2015. Celosvětově film celkem vydělal 200 milionů dolarů.
Film zaznamenal úspěch i u kritiků. Na Rotten Tomatoes obdržel skóre 89 %, založené na 176 recenzích, z nichž bylo 157 kladných. Na Metacritic film získal 72 bodů ze 100. Výsledek byl založen na 41 kritikách.
Úspěch filmu také oživil zájem o písně a alba N.W.A, které se na přelomu srpna a září 2015 dostaly do žebříčků prodejnosti v USA. Píseň "Straight Outta Compton" se umístila na 38. příčce žebříčku Billboard Hot 100, jako jediná skupiny. Píseň "Boyz-N-The Hood" Eazyho-E se umístila na 50. příčce žebříčku Billboard Hot 100. Obdobně se do žebříčku Billboard 200 dostala alba Straight Outta Compton (původně vydáno 1988), které se nově umístilo na 4. příčce (v původním roce vydání se vyšplhalo pouze na 37. příčku). V žebříčku se znovu objevila i alba 2001 (původně 1999), The Best Of N.W.A: The Strength Of Street Knowledge (původně 2006), The Chronic (původně 1992), Death Certificate (původně 1991), Eazy-Duz-It (původně 1988) a další.
V říjnu 2015 zažaloval Jerry Heller Dr. Dreho, Ice Cubea, pozůstalost Eazy-Eho a NBC Universal za poškozující a lživé zobrazení jeho osoby ve filmu. Heller po tvůrcích požadoval 110 milionů dolarů jako odškodnění a náhradu ušlého zisku. V září 2016 Jerry Heller zemřel, spor však pokračoval v zastoupení jeho pozůstalosti. V prosinci 2018 soud žalobu odmítl jako nepodloženou.

## Diskografie

### Studiová alba
| Rok  | Album                                                                          | Hitparáda | Hitparáda  | Hitparáda | Certifikace                |
| Rok  | Album                                                                          | US 200    | US Hip-Hop | UK        | Certifikace                |
| ---- | ------------------------------------------------------------------------------ | --------- | ---------- | --------- | -------------------------- |
| 1988 | Straight Outta Compton - Vydáno: 9. srpna 1988 - Vydavatel: Ruthless, Priority | 4         | 9          | 35        | US: 2x platinová UK: zlatá |
| 1991 | Niggaz4life - Vydáno: 28. května 1991 - Vydavatel: Ruthless, Priority          | 1         | 2          | 25        | US: platinová              |

### Kompilační alba
| Rok  | Album | Hitparáda | Hitparáda  | Hitparáda | Certifikace                |
| Rok  | Album | US 200    | US Hip-Hop | UK        | Certifikace                |
| ---- | --- | --------- | ---------- | --------- | -------------------------- |
| 1987 | N.W.A. and the Posse - Vydáno: 6. listopadu 1987 - Vydavatel: Macola                                            | —         | 39         | —         | US: zlatá                  |
| 1996 | Greatest Hits - Vydáno: 2. července 1996 - Vydavatel: Ruthless, Priority                                        | 48        | 20         | 56        | US: zlatá UK: zlatá        |
| 1999 | The N.W.A Legacy, Vol. 1: 1988–1998 - Vydáno: 23. března 1999 - Vydavatel: Ruthless, Priority                   | 77        | 42         | —         | US: platinová UK: stříbrná |
| 2002 | The N.W.A Legacy, Vol. 2 - Vydáno: 27. srpna 2002 - Vydavatel: Ruthless, Priority                               | 154       | 38         | —         |                            |
| 2006 | The Best of N.W.A: The Strength of Street Knowledge - Vydáno: 26. prosince 2006 - Vydavatel: Ruthless, Priority | 119       | 47         | —         |                            |
| 2008 | Family Tree - Vydáno: 30. září 2008 - Vydavatel: Ruthless, Priority                                             | —         | 38         | —         |                            |

### EP
| Rok  | Album                                                                            | Hitparáda | Hitparáda  | Certifikace   |
| Rok  | Album                                                                            | US 200    | US Hip-Hop | Certifikace   |
| ---- | -------------------------------------------------------------------------------- | --------- | ---------- | ------------- |
| 1990 | 100 Miles and Runnin' - Vydáno: 14. srpna 1990 - Vydavatel: Ruthless, Relativity | 27        | 10         | US: platinová |

### Singly
- 1987 – „Panic Zone“
- 1988 – „Straight Outta Compton“
- 1988 – „Gangsta Gangsta“
- 1989 – „Express Yourself“
- 1990 – „100 Miles and Runnin'“
- 1991 – "Appetite For Destruction"
- 1991 – „Alwayz into Somethin"“
- 1999 – „Chin Check“ (ft. Snoop Dogg)